# ثریا حداد
ثریا حداد (انگلیسی: Soraya Haddad؛ زادهٔ ۳۰ سپتامبر ۱۹۸۴) جودوکار اهل الجزایر است.